# Theilheim
Theilheim (veraltet Thelheim) ist eine Gemeinde im unterfränkischen Landkreis Würzburg.

## Geographie
Die Gemeinde Theilheim liegt im östlichen Teil des Landkreises Würzburg. Sie besteht lediglich aus der Gemarkung Theilheim. Im Westen und Süden von Theilheim liegt der Markt Randersacker mit dem Ortsteil Lindelbach. Im Norden befinden sich die Gemeinden Gerbrunn und Rottendorf und im Osten erstreckt sich die Gemeinde Biebelried.

## Geschichte

### Bis zur Gemeindegründung
Theilheim (älter auch „Thelheim“) wird in einer Urkunde der Benediktiner-Abtei Würzburg am 13. Mai 1098 erstmals als „Daleheim“ erwähnt. 2023 feierte es damit sein 925-Jahre-Jubiläum.
Als Teil der Kellerei Eibelstadt, Randersacker und Theilheim des Hochstiftes Würzburg, das zum Fränkischen Reichskreis gehörte, wurde Theilheim 1803 zugunsten Bayerns säkularisiert und dann im Frieden von Preßburg 1805 Erzherzog Ferdinand von Toskana zur Bildung des Großherzogtums Würzburg überlassen, mit welchem es 1814 endgültig an Bayern fiel. Im Jahr 1818 entstand die politische Gemeinde.

### Einwohnerentwicklung
| Jahr      | 1840 | 1871 | 1900 | 1925 | 1939 | 1950 | 1961 | 1970 | 1987 | 1991 | 1995 | 2000 | 2005 | 2010 | 2015 | 2019 | 2023 |
| Einwohner | 664  | 836  | 870  | 1006 | 1156 | 1429 | 1593 | 1789 | 2067 | 2120 | 2270 | 2305 | 2387 | 2404 | 2313 | 2371 | 2452 |

Die Einwohnerzahl der Gemeinde Theilheim ist von 1840 bis in das Jahr 2023 kontinuierlich gestiegen. Insbesondere ist vom Jahr 1950 bis zum Jahr 2000 ein starker Bevölkerungsanstieg zu verzeichnen. In den folgenden Jahren ist die Bevölkerungszahl stabil bei einem Wert von ca. 2400 Einwohnern geblieben.
Quelle: BayLfStat

## Politik
- MTG: 5
- CSU: 5
- SPD: 3
- FDP: 1

SPD einschließlich PB

### Gemeinderat
Der Gemeinderat hat 14 Sitze. Bei der Kommunalwahl vom 15. März 2020 haben von den 1893 stimmberechtigten Einwohnern in der Gemeinde Theilheim 1371 von ihrem Wahlrecht Gebrauch gemacht, womit die Wahlbeteiligung bei 72,42 % lag.
| Liste                                 | Stimmenanteil | Sitze |
| Miteinander Theilheim Gestalten (MTG) | 38,02 %       | 5     |
| CSU                                   | 33,94 %       | 5     |
| SPD                                   | 22,17 %       | 3     |
| FDP                                   | 5,87 %        | 1     |

### Bürgermeister
Am 13. April 2025 wurde Karoline Ruf (CSU) mit 85,2 % der abgegebenen Stimmen zur 1. Bürgermeisterin gewählt. Bei der vorher gehenden Kommunalwahl vom 15. März 2020 wurde Thomas Herpich (Miteinander Theilheim Gestalten) mit 59,34 % der Stimmen zum Ersten Bürgermeister gewählt. Sein Vorgänger war Hubert Henig (Unabhängige Wählergemeinschaft).

### Gemeindepartnerschaften
Im Jahre 2013 wurde der Partnerschaftsvertrag zwischen Theilheim und der norditalienischen Gemeinde Vigolo Vattaro (seit 2016 Teil der Gemeinde Altopiano della Vigolana) unterzeichnet. Beide Gemeinden führen auch EU-Projekte durch.

## Wappen
|                                                                               | Blasonierung: „Gespalten von Silber und Rot; vorne ein roter Kreuzstab, hinten über drei silbernen Spitzen eine silberne Pflugschar.“ |
| Wappenführung seit 1977. Das Wappen wurde vom Grafiker Ossi Krapf geschaffen. | |

## Wirtschaft und Infrastruktur

### Wirtschaft einschließlich Land- und Forstwirtschaft
Es gab im Jahr 2020 nach der amtlichen Statistik in der Land-- und Forstwirtschaft keine und im Bereich Handel und Verkehr 45 sozialversicherungspflichtig Beschäftigte am Arbeitsort. Sozialversicherungspflichtig Beschäftigte am Wohnort gab es insgesamt 136. Im verarbeitenden Gewerbe gab es keine, im Bauhauptgewerbe vier Betriebe. Zudem bestanden im Jahr 2016 13 landwirtschaftliche Betriebe mit einer landwirtschaftlich genutzten Fläche von 427 Hektar, davon waren 397 ha Ackerfläche und 19 ha Dauergrünfläche.

### Bildung
Es gibt folgende Einrichtungen (Stand: 2021):
- 2 Kindestagesstätten: 206 genehmigte Plätze mit 167 Kindern
- eine Volksschule: fünf Lehrer, 89 Schülerinnen und Schüler

### Breitbandanbindung
Die Gemeinde Theilheim hat ein Auswahlverfahren zur Herstellung der Breitbandanbindung für das gesamte Gemeindegebiet durchgeführt. Die Ist- und Bedarfsanalyse hat eine akute Unterversorgung mit Bandbreiten deutlich unter 1 MBit ermittelt. Durch die Teilnahme am Förderprogramm zum Breitbandausbau wurden der Gemeinde die Höchstförderung zugesprochen. Den Zuschlag zur Umsetzung der Arbeiten erhielt die Deutsche Telekom. Die Arbeiten sind abgeschlossen, so dass Übertragungsraten zwischen 16 und 250 MBit Downstream und 1 bis 30 MBit Upstream (Stand November 2019) kupferbasiert auf der TAL zur Verfügung stehen.

## Religion
Die Bevölkerung von Theilheim ist überwiegend römisch-katholisch geprägt, wobei auch andere Glaubensrichtungen vertreten sind.

## Vereinsleben
Der Sportverein Theilheim 1949 e. V. bietet in sechs verschiedenen Abteilungen diverse Breitensportangebote an. Darüber hinaus sind im Tischtennis der TTC Theilheim e. V. und im Tennis der Tennisverein Theilheim e. V. aktiv.
Im kulturellen Leben sind insbesondere die Blaskapelle Theilheim e. V. und die Ortsgruppe des Bund Naturschutz e. V. zu nennen.

## Sonstiges
Überregional bekannt ist Theilheim durch die Bezeichnung von Hosen, die knapp oberhalb der Knie enden, als Dalaamer (= Theilheimer) Housn. Diese Benennung, deren Herkunft unklar ist, ist über Mainfranken hinaus bis nach Hamburg und Singapore verbreitet.